# Zeche Neu Mecklingsbank
Die Zeche Neu Mecklingsbank war ein Steinkohlenbergwerk in Wattenscheid. Das Bergwerk war eine Kleinzeche, Besitzer dieser Kleinzeche war die Gewerkschaft Neu-Mecklingsbank. Das Bergwerk ist aus einer Umbenennung der Zeche Mecklingsbank entstanden. Das Bergwerk wurde nach einem Grubenfeld der Zeche Eiberg benannt.

## Geschichte

### Die Anfänge
Am 1. August des Jahres 1948 wurde das Bergwerk als Kleinzeche unter dem Namen Zeche Mecklingsbank gegründet und noch im selben Jahr in Betrieb genommen. Besitzer des Bergwerks war die Bayer AG in Leverkusen. Diese hielt auch sämtliche 100 Kuxe der Gewerkschaft in ihrem Besitz. Gefördert wurde zunächst in einem Pachtfeld der Langenbrahm Steinkohlenbergbau AG. Noch im Jahr 1948 wurde ein seigerer Schacht geteuft. Dieser Schacht wurde im Bereich der Straßen Am Freisenbruch / Eibergweg angesetzt. Außerdem wurde in diesem Jahr ein Wetterschacht tonnlägig abgeteuft. Im Jahr 1950 wurde die Berechtsame geteilt. Durch diese reale Teilung entstand das Feld Neu Mecklingsbank. Das Feld wurde noch im selben Jahr von der Bayer AG gekauft.

### Die weiteren Jahre
Im Jahr 1951 wurde für den größer werdenden Förderbetrieb ein neues Fördergerüst erbaut. Im Jahr 1952 wurde auch die Gewerkschaft des Steinkohlenbergwerks Neu-Mecklingsbank gegründet. Im selben Jahr wurde die Zeche Mecklingsbank umbenannt in Zeche Neu Mecklingsbank. Das Bergwerk wurde nach der Umbenennung im Längenfeld Neu Mecklingsbank betrieben. Im Jahr 1955 waren ein seigerer Förderschacht und ein tonnlägiger Wetterschacht in Betrieb. Beide Schächte hatten eine Teufe von 120 Metern. Im Jahr 1958 wurde die Kleinzeche Trapperfeld II gekauft. Zusätzlich wurden mit diesem Bergwerk die Grubenfelder Sebastopol und Malakoff erworben. Diese beiden Felder hatte die Zeche Trapperfeld II zuvor angepachtet. Mit dem Erwerb dieser Berechtsamen wurde die Zeche umbenannt in Zeche Esborn. Das Bergwerk förderte über den Schacht Esborn. Mit der Kohlekrise kam auch das Ende für die Zeche Neu Mecklingsbank. Im Jahr 1963 wurde die Zeche Neu Mecklingsbank stillgelegt. Im Jahr 1964 wurden beide Schächte verfüllt.

## Förderung und Belegschaft
Auf dem Bergwerk wurden Fettkohlen gefördert. Die ersten Förder- und Belegschaftszahlen des Bergwerks stammen aus dem Jahr 1948, damals wurden mit elf Bergleuten 80 Tonnen Steinkohle gefördert. Im Jahr 1950 wurden bereits 23.485 Tonnen Steinkohle gefördert, die Belegschaftsstärke lag bei 68 Beschäftigten. Im Jahr 1951 wurden mit 115 Beschäftigten 30.170 Tonnen Steinkohle gefördert. Im Jahr 1952 stieg die Förderung an auf 36.060 Tonnen Steinkohle, die Belegschaftsstärke betrug 121 Beschäftigte. Im Jahr 1955 stieg die Förderung erneut an auf 42.728 Tonnen Steinkohle, diese Förderung wurde mit 127 Beschäftigten erzielt. Im Jahr 1956 wurde mit 136 Beschäftigten eine Förderung von 50.845 Tonnen Steinkohle erbracht. Die maximale Förderung des Bergwerks wurde im Jahr 1958 erzielt. In diesem Jahr wurden mit 147 Beschäftigten rund 58.200 Tonnen Steinkohle gefördert. Im Jahr 1960 wurden 54.421 Tonnen Steinkohle gefördert, die Belegschaftsstärke lag bei 141 Beschäftigten. Im Jahr 1962 wurden auf dem Bergwerk 50.000 Tonnen Steinkohle gefördert. Im Jahr 1963 wurden mit 82 Beschäftigten 33.094 Tonnen Steinkohle gefördert. Dies sind die letzten Förder- und Belegschaftszahlen des Bergwerks.